# بيليشماروت
پيليشماروت (بالمجرية: Pilismarót)، هي بلدية في مقاطعة كوماروم-إزترغوم ، في منطقة إزترغوم، بالمجر.

## التاريخ

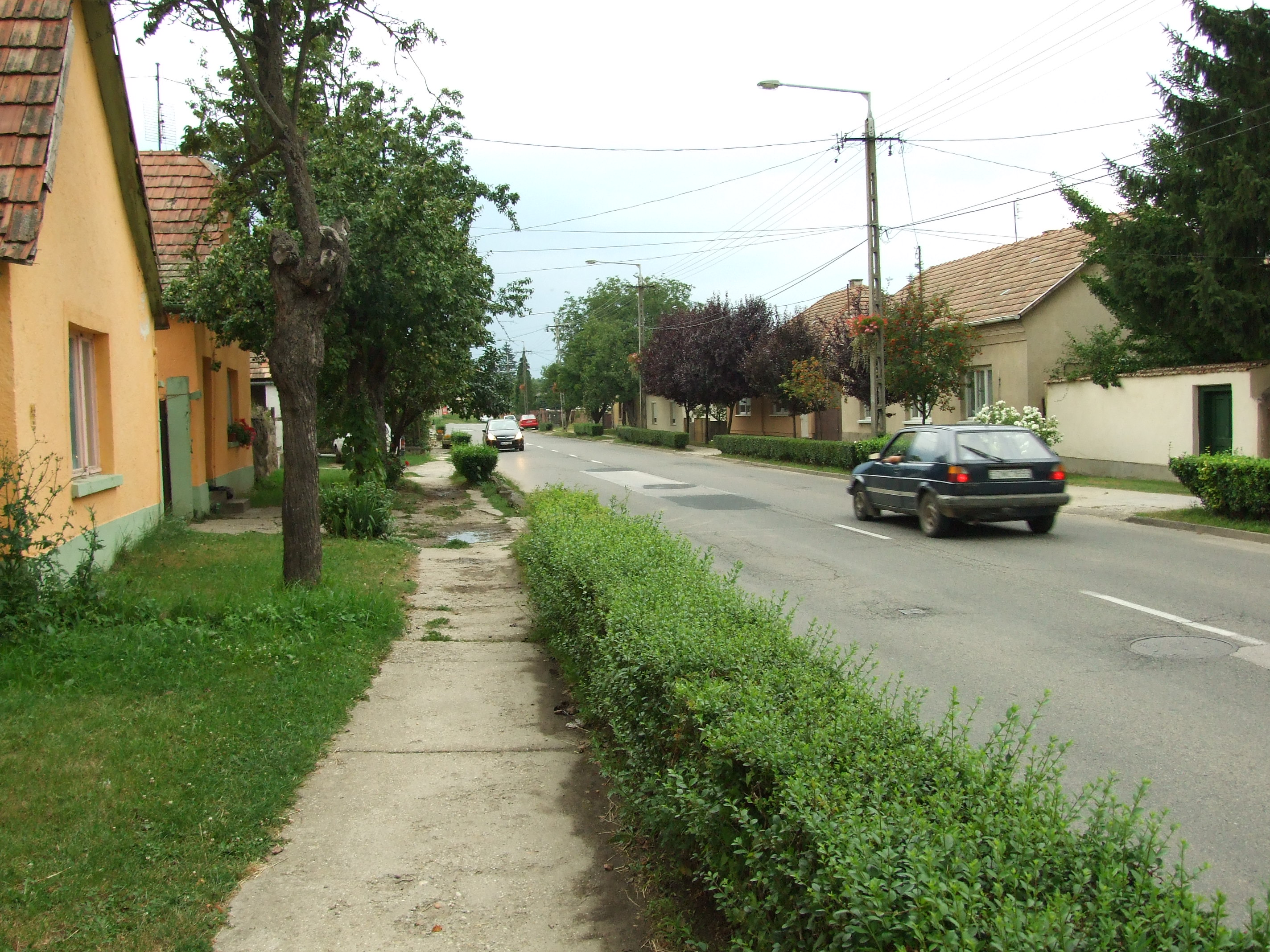
قرية بيلسماروت، مقاطعة كوماروم إزترغوم، المجر.

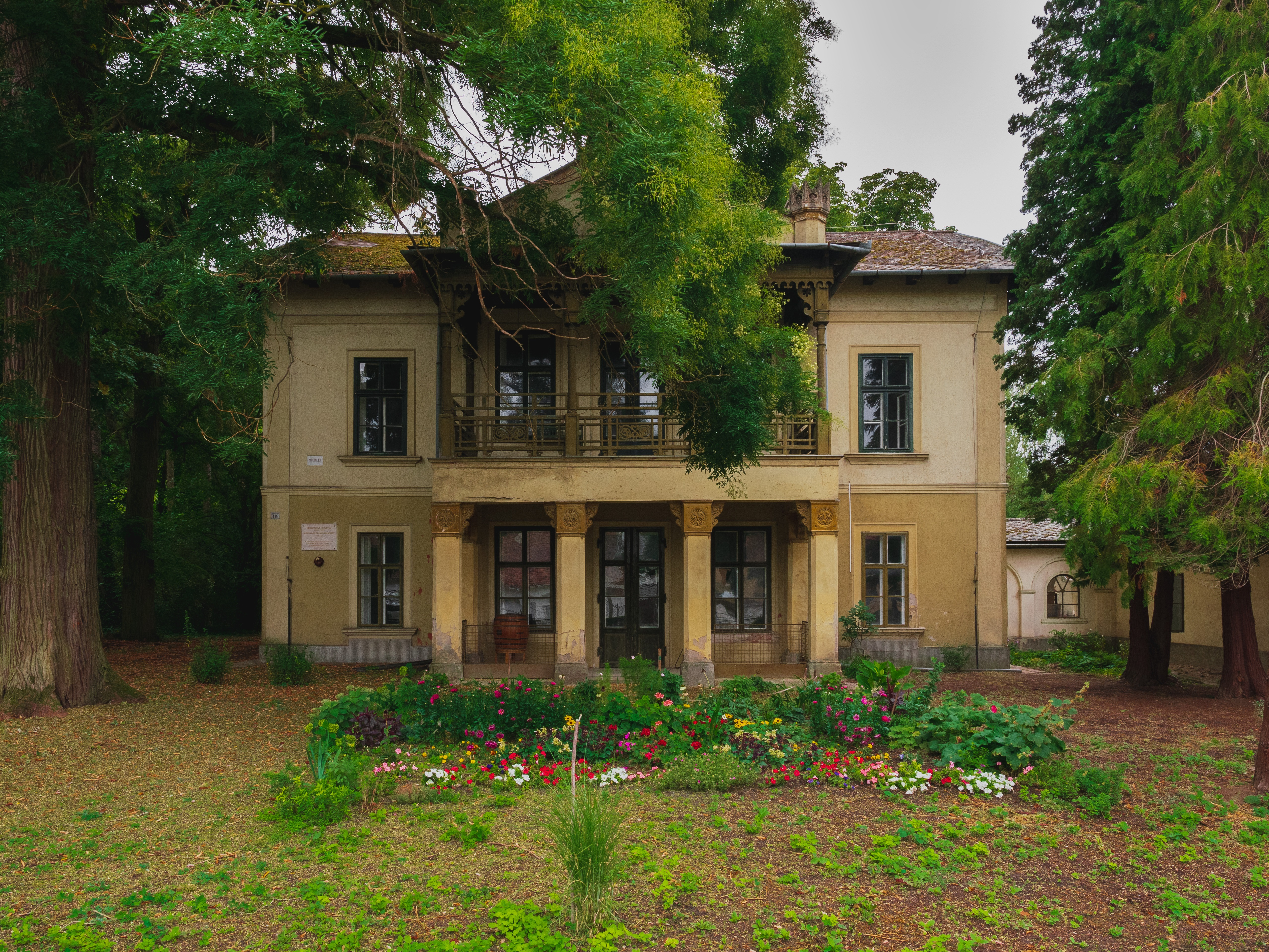
قصر هيكيناست Heckenast.

كانت هذه المستوطنة مأهولة بالسكان منذ العصور القديمة، كما يتضح من العديد من الاكتشافات الأثرية التي وجدت هنا. كانت المستوطنة الرومانية السابقة كاسترا آد هيركوليم (Castra Ad Herculem) تقع في موقع القرية.
ذُكر اسم "ماروت" (Marót) لأول مرة في عام 1138م في إحدى الوثائق الصادرة عن الملك بيلا الثاني، حيث كُتب حينها بصيغة ماروث Marouth. خلال الغزو التتري الأول للمجر، تحولت ماروت، مثل القرى المجاورة لها، إلى أرض مهجورة.
في عام 1260م، أهدت الملكة ماريا لاسكارينا القرية إلى دير القديس أندراوس البندكتي في فيشغراد. ثم في عام 1278م، أمر الملك لازلو الرابع ملك المجر وكرواتيا بإعادة كتابة وثيقة التبرع الخاصة بالدير وتأكيدها رسميًا.
في عام 1391م، انتزع الملك سيجيسموند مِلكية ماروت من الرهبنة البندكتية، ومنحها إلى دير القديس أسطفان(Szent István) التابع لأسقفية إسترغوم.
لكن في عام 1398م، عادت ملكية ماروت مرة أخرى إلى دير القديس أندراوس البندكتي في فيشغراد.
وفي عام 1493م، منح فلاديسلاف الثاني ملك المجر (Ulászló II) ممتلكات دير القديس أندراوس في ماروت إلى رهبنة البولسية (من: بولُس pálosoknak).
وظلت ماروت تابعة للبولُسيين (pálosoké) حتى عام 1786م، حين تم حلّ الرهبنة.
في عهد الفتح العثماني للمجر الذي امتد 158 عاماً، تم إحصاء ماروت مرة أخرى بين المستوطنات المدمرة، إذ لم يبقَ فيها سوى عدد قليل جدًا من السكان في أماكن متفرقة. ففي عام 1570م، وفي تعداد الضرائب العثمانية، كانت القرية مقسّمة إلى قسمين: ماروت السفلى (Alsó-Marót أو كيش-ماروت) وماروت العليا (Felső-Marót). وقد وُجد في ماروت السفلى منزلان فقط، بينما كانت ماروت العليا تضم 15 منزلًا لا غير.
وفي عام 1580، قامت الرهبان البولسيون الذين فروا إلى المرتفعات الشمالية (Felvidék) هربًا من العثمانيين، بتأجير عقاراتهم في ماروت إلى سيمون وإمري فورغاش من عائلة غيميش (Ghymesi Forgách Simon és Imre).
أثناء حرب الخمسة عشر عامًا (الحرب الطويلة)، بين الدولة العثمانية وملكية هابسبورغ للصراع على إمارات الأفلاق والأردل والبغدان، تعرضت ماروت للدمار مرة أخرى وبقيت خالية من السكان لفترة طويلة.
في عام 1613م ، وخلال جرد الضرائب، تم إحصاء مزرعة واحد كاملة وثلاثة أرباع مزرعة فقط في القرية. وفي عام 1647م، أثناء تسجيل تعداد الضرائب العثماني حيث كان سكان ماروت يدفعون الضرائب للطرفين، بما في ذلك للعثمانيين، تم إحصاء ثلاث مزارع ونصف فقط. وفي عام 1685م، أثناء حصار إسترغوم ، تم تدمير القرية مرة أخرى، ولكن سرعان ما أُعيد توطينها. في عام 1688م، قام الملك ليوبولد الأول بتعزيز الرهبنة البولُسية لأراضيهم في ماروت. وفي التعداد السكاني الذي أجري عام 1696م، وُجد في ماروت 8 فلاحين و 5 فرسان. في عام 1700م، أراد الكونت إرنست فون شتيمبرغ (Stemberg Ernő) الاستحواذ على القرية، لكن الرهبان البولسيين احتجوا ضد ذلك.
خلال حرب الاستقلال بقيادة راكوتشي ، نتيجة لعبور الجيوش والمعارك التي دارت في ماروت ومحيطها، تحولت قرية ماروت مرة أخرى إلى أرض مهجورة، لكن الرهبان البولسيين أعادوا توطين القرية بجلب المجريين والسلوفاكيين من المرتفعات الشمالية (Felvidék) ومقاطعة نيترا.

## الحياة العامة

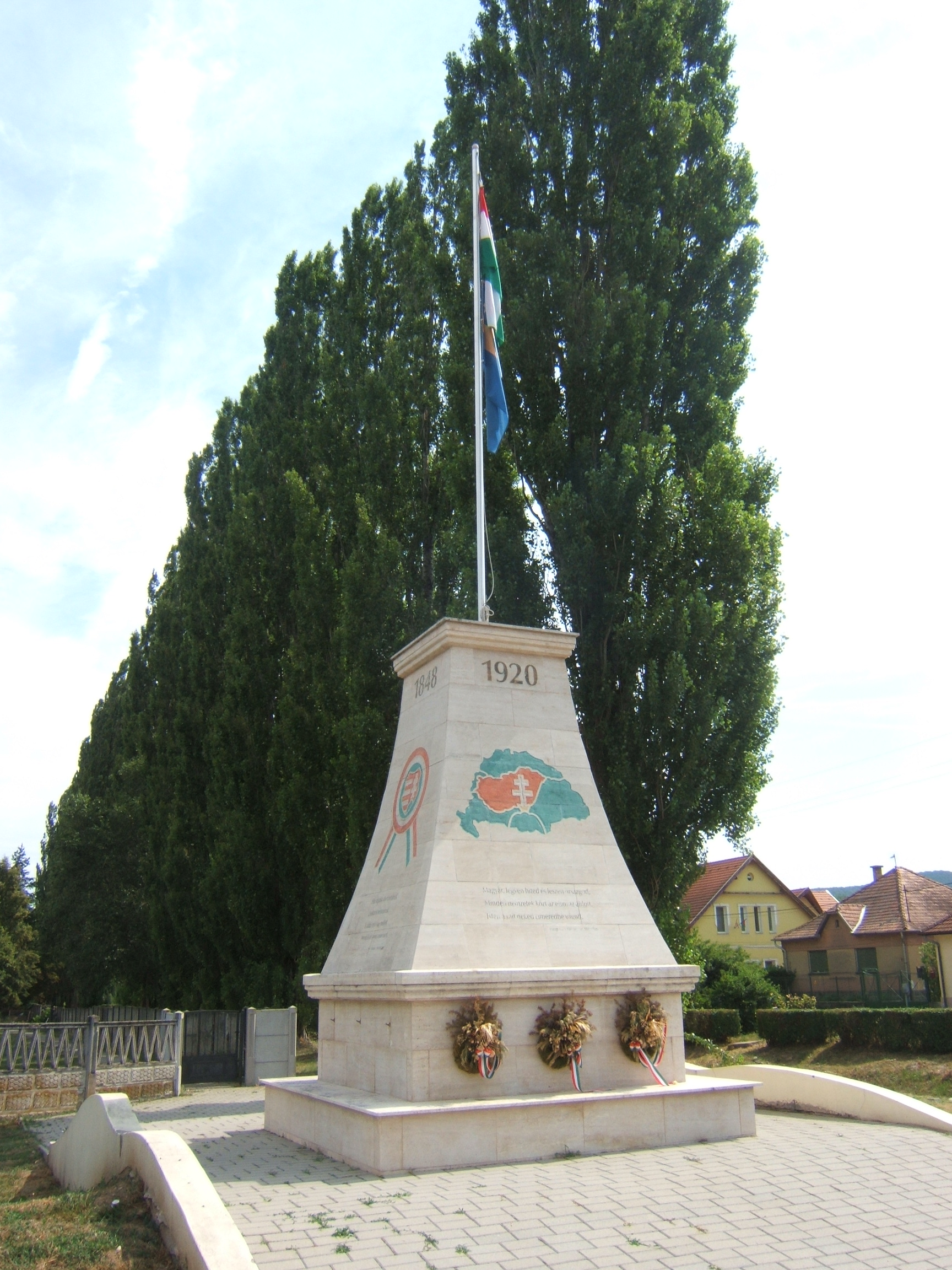
النصب التاريخي الذي يحمل العلم الوطني والذي يُخلّد محطات تاريخية هامة: الغزو المجري لحوض الكاربات 1848م، معاهدة تريانون 1956م.

### رؤساء البلديات
- 1990م–1994م: لازلو بنكوفيتش (مستقل) [2]
- 1994م-1998م: لازلو بنكوفيتش (مستقل) [3]
- 1998م-2002م: لازلو بنكوفيتش (مستقل) [4]
- 2002م-2006:م لازلو بنكوفيتش (مستقل) [5]
- 2006م-2010م: لازلو بنكوفيتش (مستقل) [6]
- 2010م-2014م: إستفان تشابا بيرجيل (مستقل) [7]
- 2014م–2019م: إستفان تشابا بيرجيل (مستقل) [8]
- 2019م-2020م: إستفان تشابا بيرجيل (مستقل) [9]
- 2022م–2024م: بالاز هونيادي (مستقل) [10]
- 2024م– : بالاز هونيادي (مستقل) [11]

## السكان
التغير في عدد سكان المستوطنة:
خلال تعداد عام 2011م، حدد 91.6% من السكان أنفسهم على أنهم مجريون، و3.4% غجر، و0.8% ألمان، و0.7% رومانيون، و0.6% سلوفاكيون (8.3% لم يعلنوا ذلك؛ وبسبب الهويات المزدوجة، قد يكون الإجمالي أكبر من 100%). وكان التوزيع الديني على النحو التالي: الروم الكاثوليك 55.7٪، الإصلاحيون 14.3٪، اللوثرية 0.5٪، الروم الكاثوليك 0.3٪، غير طائفية 7.6٪ (19.4٪ لم يعلنوا).
في عام 2022م، حدد 87.6% من السكان أنفسهم على أنهم مجريون، و1.2% غجر، و0.8% رومانيون، و0.7% ألمان، و0.3% سلوفاكيون، و0.2% بولنديون، و0.1% يونانيون، و2% من جنسية أخرى غير محلية (12.3% لم يعلنوا ذلك؛ وبسبب الهويات المزدوجة، قد يكون الإجمالي أكبر من 100%). وفقًا لديانتهم، كان 38.3% من الروم الكاثوليك، و10.9% من الكالفينيين، و0.4% من اللوثريين، و0.4% من الروم الكاثوليك، و0.1% من الإسرائيليين، و1.1% من المسيحيين الآخرين، و0.8% من الكاثوليك الآخرين، و7.9% من غير طائفيين (39.8% لم يجيبوا).

## المعالم السياحية

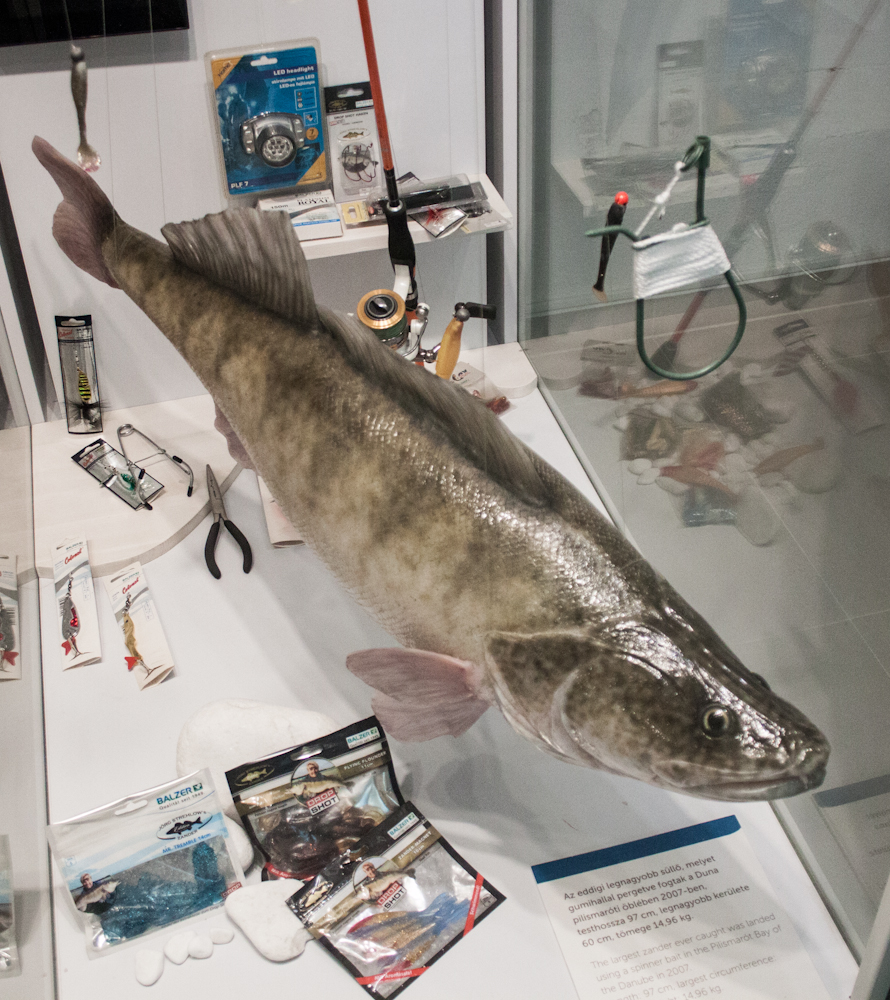
إعادة بناء سمكة الفرخ الرمحي (fogassüllő) ذات الحجم القياسي التي تم اصطيادها بالقرب من بيليشماروت في عام 2007م، معروضة في متحف الصيد "سِتشيني جيغموند" (Széchenyi Zsigmond Vadászati Múzeum) في مدينةفي هاتفان.

- كنيسة كاثوليكية رومانية بُنيت عام 1821م.
- كنيسة إصلاحية بُنيت عام 1685م.
- بقايا حصن روماني.
- تمثال ميهالي دوبوزي (Dobozi Mihály) وإيلونا.
- قصر هيكنشت (Heckenast-kúria) الذي شيده غوستاف هيكنشت (Heckenast Gusztáv) حوالي عام 1860م وفقاً لتصاميم فريجيش فيسزل (Feszl Frigyes)، على الطراز الرومانسي . ووفقاً للروايات، فإن فيرينك دياك أعدّ في هذا القصر نص اتفاقية التسوية النمساوية-المجرية.
- نصب تذكاري تاريخي يحمل العلم الوطني لذكرى الغزو المجري لحوض الكاربات 1848م ، معاهدة تريانون و1956م.

- من أبرز أبناء القرية الطبيب الدكتور آرپاد لينجيَل (dr. Lengyel Árpád)، المولود هنا عام 1886م. في عام 1912، خلال كارثة تيتانيك، كان يبلغ من العمر بالكاد 26 عامًا، ولعب دورًا محوريًا في جهود الإنقاذ بصفته أحد أطباء السفينة آر إم إس كارباثيا (RMS Carpathia)، وقد ساهم في إنقاذ العديد من الركاب الذين نجو من المأساة. تخليدًا لذكراه، نُصبت لوحة تذكارية على جدار العيادة الطبية في القرية، كما أُقيم له نصب تذكاري على ضفاف نهر الدانوب في 18 أغسطس 2023م، ومنح بعد وفاته لقب "مواطن الشرف الفخري" للبلدة.

## المزيد من المعلومات
- موقع بلدية بيليشماروت.
- بيليشماروت على موقع utazom.com.